# Paiza

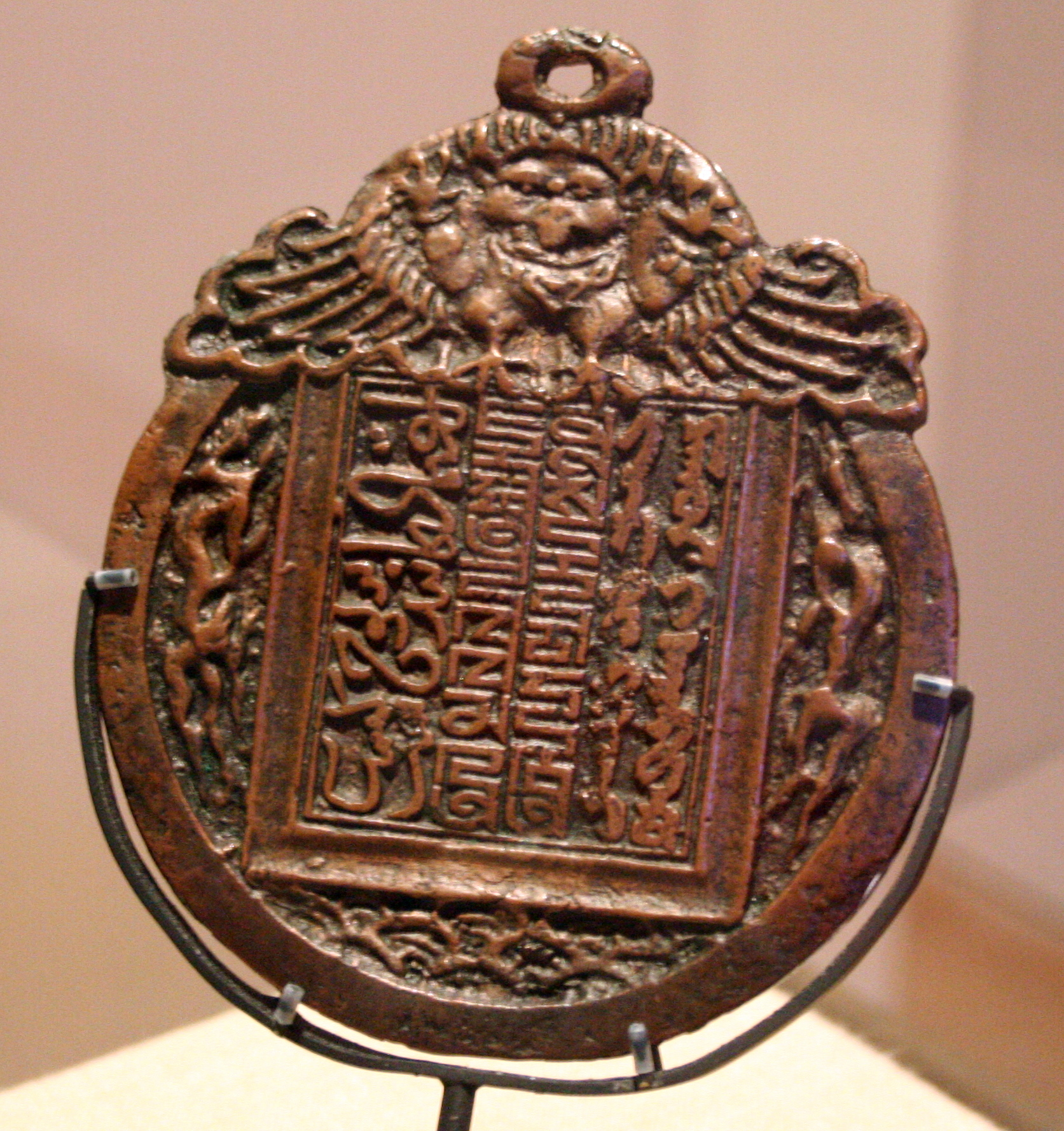
Paiza met inscripties in het Perzisch (links), het Mongools in Phagspa-schrift (midden), en het Oeigoers (rechts).

Een paiza, paizi of gerege (Mongools: Пайз, Perzisch: paiza, Chinees: 牌子; páizi) is een tablet waarmee vertegenwoordigers van de grootkhan in het Mongoolse Rijk bescherming en ondersteuning proviand konden opeisen tijdens hun reizen. De dragers van een paiza konden gebruikmaken van de jam, het Mongoolse systeem van poststations dat door Dzjengis Khan was ingesteld. In de poststations werden ze voorzien van onderdak, proviand en verse paarden. 
Een paiza was doorgaans een gouden of zilveren tablet met een inscriptie. Marco Polo, de Venetiaanse reiziger in het rijk van Koeblai Khan, ontving verschillende paizas van de Mongoolse heersers en beschreef deze in zijn reisverslag Il Milione. 